# Microdynerus singulus
Microdynerus singulus är en stekelart som först beskrevs av Richard Mitchell Bohart 1955.  Microdynerus singulus ingår i släktet Microdynerus och familjen Eumenidae. Inga underarter finns listade i Catalogue of Life.